# Abri Combe-Grenal

Distales Humerusfragment eines Neandertalers von Combe-Grenal mit Schnittspuren, Musée d’Archéologie Nationale in Saint-Germain-en-Laye

Der Abri von Combe-Grenal (auch Grotte de Combe-Grenal) am Südhang eines kleinen Trockentals, nur einen Kilometer von dessen Ende an der Dordogne, besteht aus einer eingestürzten Halbhöhle und einer Hangablagerung (französisch Gisement) in der Nähe von Domme im Département Dordogne in Frankreich.
Der Abri datiert zwischen 175.000 und 50.000 v. Chr. und wurde zwischen 1953 und 1965 von François Bordes (1919–1981) ausgegraben. Die Stratigraphie der Stätte hat mindestens 64 Schichten und ist etwa 13,0 Meter tief. Die neun untersten/ältesten Schichten gehören ins Acheuléen und stammen vom Ende der Riß-Kaltzeit, während die 55 jüngeren Schichten aus dem Moustérien bzw. der Würm-Kaltzeit stammen.

## Neandertaler
Überreste von Neandertalern wurden in den Schichten 60, 39 und 35 gefunden. Die meisten fanden sich allerdings in der auf 75.000–65.000 v. Chr. datierten Schicht 25, darunter 24 Schädel und deren Reste. 2009 wurde in Schicht 60 ein Teil eines Schneidezahns entdeckt, der zu einem etwa drei Jahre alten Kind (Combe-Grenal Hominid 31) gehört. Mit dem geschätzten Alter von 130.000 Jahren ist dies das älteste menschliche Fossil in Aquitanien.

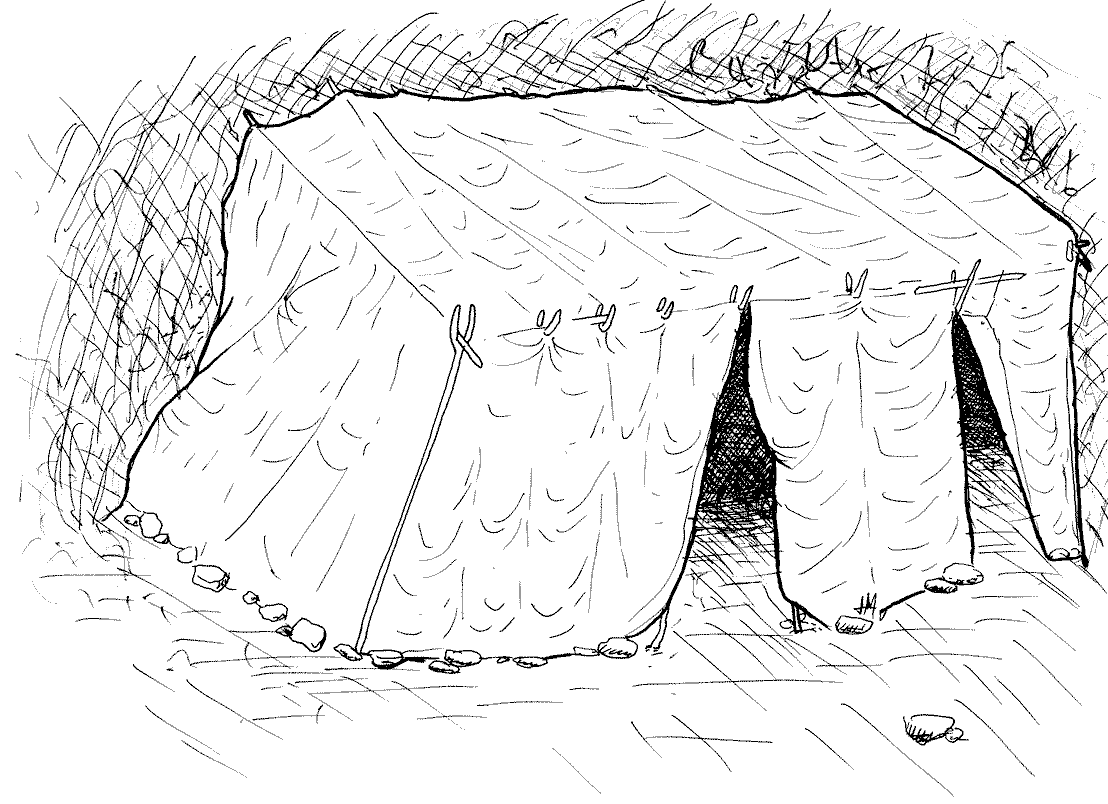
Hütte aus Tierfellen (Grotte du Lazaret). Modell von Henry de Lumley, jedoch von anderen in Frage gestellt

Der Archäologe Lewis Binford (1931–2011) fand heraus, dass einige Schnittspuren auf den Kieferresten von Pferden, Rentieren und Rothirschen von Combe-Grenal jenen auf Karibukiefern ähneln, die von zeitgenössischen Nunamiuts in Alaska gejagt werden. Die Nunamiuts machten die Schnitte, um die Zunge herauszulösen. Binford nimmt an, dass die Neandertaler diese Spuren aus ähnlichen Gründen hinterließen.
Holzstrukturen (vielleicht mit Strohdach) wurden in den Moustérienschichten angebracht. Pfostenlöcher belegen diese auch in der Grotte du Lazaret bei Nizza festgestellten Einbauten.
Die Fundstelle ist in der Denkmal-Datenbank Base Mérimée des französischen Kulturministeriums eingetragen.